# Itaewon

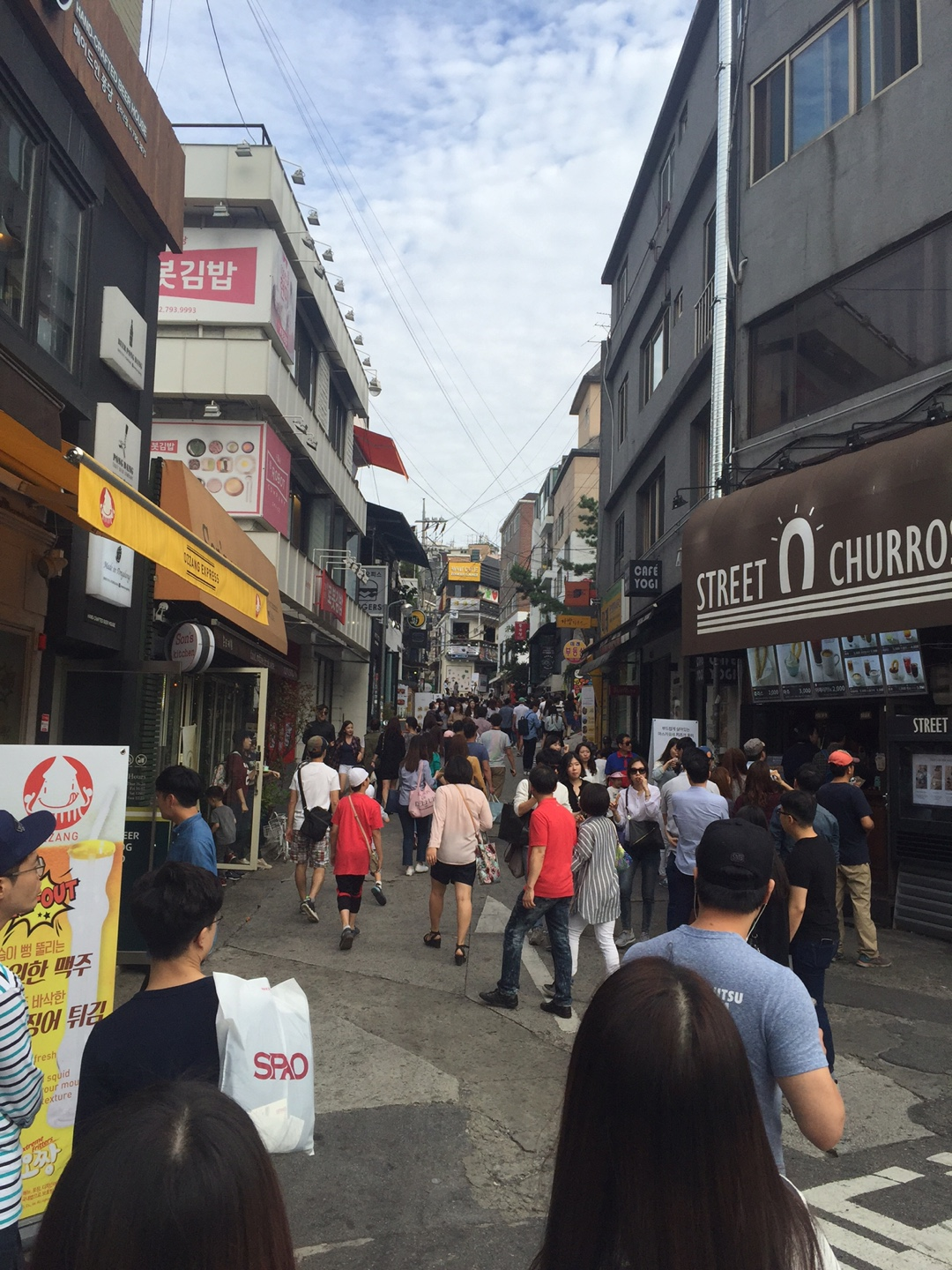
Vista parcial de Itaewon

Itaewon (coreano: 이태원, IPA [itʰɛwʌn]) refere-se a uma área em torno de Itaewon-dong, Yongsan-gu, Seul, Coreia do Sul. É servido pela linha 6 do metrô de Seul, através das estações Itaewon, Noksapyeong e Hanganjin. Cerca de 22.000 pessoas residem no distrito e é uma área popular para residentes de Seul, turistas, expatriados e militares dos Estados Unidos.
Em 29 de outubro de 2022 ocorreu no bairro Itaewon um esmagamento em massa que causou pelo menos 154 mortes.

## Etimologia
A palavra Itaewon deriva do nome de uma pousada administrada pelo governo na Dinastia Chosun. Atualmente, a área é conhecida como Itaewon por causa de suas abundantes pereiras, o caractere chinês - que significa "pera". De acordo com registros antigos, a área também foi escrita usando outras transcrições de hanja, como 李泰 院 e 異 胎 院.

## Na cultura popular
O cantor e compositor coreano JYP (Park Jin-young) e Yoo Se-yoon da dupla de hip hop UV, lançaram a música "Itaewon Freedom" em abril de 2011.  O título alude (e suas letras celebram) a percepção coreana comum de estranheza sobre a atmosfera aberta de Itaewon, em contraste com a cultura coreana convencional, que é mais conservadora. A popularidade da canção e seu vídeo musical inspiraram uma canção e vídeo de paródia do grupo feminino Crayon Pop em 2013. Ambos os vídeos foram parcialmente filmados em Itaewon.